# Simon (Hasmonäer)

Der Hohepriester und Ethnarch von Judäa Simon aus dem „Promptuarii Iconum Insigniorum“, Fantasieporträt aus dem 16. Jahrhundert von Guillaume Rouillé (1518?–1589)

Simon (hebr. שמעון) Thassi (gestorben 135 v. Chr. nahe Jericho), auch Simon Makkabäus (hebr. maqqaebaet = ‚Hammer, Schläger‘) oder Saramel (hebr. ‚Fürst des Volkes Gottes‘), nach 1 Makk 14,27-41 , war der zweite Sohn von Mattatias, der Bruder Jonatans und Begründer der hasmonäischen Dynastie (benannt nach dem Ahnherrn Asamon/Hasmon) in Judäa. Die Bedeutung des Beinamens „Thassi“ ist unbekannt.

## Leben

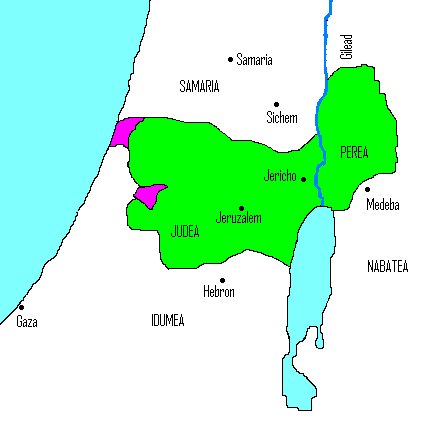
Ausdehnung des Herrschaftsbereichs von Simon, dem ersten Hasmonäer
Situation im Jahr 143 v. Chr.
Erobertes Gebiet

Er nahm am jüdischen Aufstand gegen das Seleukidenreich teil, der von seinen Brüdern Judas Makkabäus und Jonatan angeführt wurde. Um das Jahr 163 v. Chr. unternahm er einen Kriegszug nach Galiläa, um dort bedrängten Glaubensgenossen zur Hilfe zu kommen und sie nach Judäa zurückführen zu können (1 Makk 5,45-54 ).
Er unterstützte seinen Bruder Jonatan in den seleukidischen Erbfolgekriegen sowie in der Auseinandersetzung mit hellenistischen Juden. Antiochos VI. ernannte ihn zum Strategen des Küstengebietes zwischen dem Karmel und Ägypten. Seine Versuche, den von König Diodotos Tryphon verschleppten Bruder Jonatan durch Lösegeld oder Stellung von Geiseln zu befreien, schlugen fehl. Jonatan wurde 143 v. Chr. ermordet, Simon konnte aber seine Gebeine sicherstellen und in Modeïn bestatten.

### Hoherpriester und Ethnarch
Im Jahr 142 v. Chr. bestätigte der Seleukide Demetrios II. Simon als Hohenpriester und Fürsten, nachdem Simon dessen Oberhoheit anerkannt hatte. Er regierte bis 135 v. Chr. Durch eine Volksversammlung der Ältesten und Priester wurde er im Jahr 141 v. Chr. zum Ethnarchen (Volksfürsten) ernannt und gleichzeitig zum Hohenpriester eingesetzt.

### Politik
Etwa im Jahr 139 v. Chr. wurde die neue Dynastie vom römischen Senat anerkannt, als eine Gesandtschaft Simons in Rom weilte (1 Makk 15,15-24 ). Ungefähr um dieselbe Zeit nahm er auch diplomatische Beziehungen zu Sparta auf (1 Makk 14,16-24 ).
Wahrscheinlich im Jahr 137 v. Chr. ließ er die Akra von Jerusalem schleifen, nachdem er zuvor die syrischen Besatzungstruppen vertrieben hatte.

### Attentat und Tod
Im Februar 135 wurde er durch Anstiftung seines Schwiegersohns Ptolemaios, Sohn des Abubos, in der Festung Dok in der Nähe von Jericho zusammen mit seinen zwei ältesten Söhnen Mattatias und Judah ermordet (1 Makk 16,11-24 ). Sein dritter Sohn Johannes Hyrkanos folgte ihm in der Herrschaft über Judäa und in seinen Ämtern. Simons Enkel Aristobulos I. nahm 104 v. Chr. den Königstitel an.

## Geschichtlich-religiöser Hintergrund

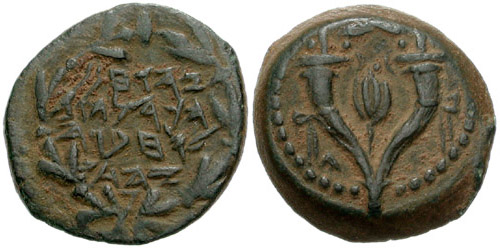
Prutah von Johannes Hyrkanos I. (134 v. Chr. bis 104 v. Chr.).
Avers: Doppeltes Füllhorn + Granatapfel zwischen Hörnern.
Revers: Fünf Zeilen in antiker hebräischer Schrift היהודיםיהודה הכהן גדל וחבר היהודיםיהודה הכהן „Jehochanan Hakkohen Haggadol Vecheber Haje-hudim“ (Jehochanan, der Hohepriester, Rat der Judäer), siehe dazu Sanhedrin.

In dieser Epoche traten die wesentlichen Hauptströmungen des antiken Judentums zum ersten Mal historisch nachweisbar in Erscheinung:
1. Sadduzäer (konservative, aristokratische Familien, Streben nach Dominanz im gesellschaftlichen Leben)
2. Pharisäer (Glaube an ein ewiges Leben beschränkt auf die Gläubigen, strikte Tora-Befolgung, Schriftauslegung und -interpretation)
3. Essener   (Apokalyptik und Messianismus, Absonderung vom öffentlichen Leben)

## Münzprägung
Die Hasmonäer waren die ersten, die in Judäa im 2. Jahrhundert v. Chr. Münzen prägen ließen, und Simon war es, der diese Souveränität vorbereitet hatte. In älteren Werken der Numismatik und Geschichtsforschung wurden schon Simon die ersten Münzprägungen zugeschrieben, die neuere Forschung geht jedoch davon aus, dass frühestens sein Sohn Johannes dazu in der Lage war.
Nach 1 Makk 15,6  erlaubte Antiochos VII. dem Simon in seinem Land Münzen zu schlagen:
Für viele gesetzestreue Juden war Münzgeld auch wegen der darauf befindlichen Abbildungen rituell unrein, insbesondere für die Pharisäer, bei denen sich sogar die Laien bemühten, die priesterlichen Reinheitsvorschriften (siehe Tahara oder auch Tame) zu erfüllen, was im Laufe der Entwicklung zu einer Verschärfung der religiösen Vorschriften führte. Dies ist jedoch nur ein Beispiel, um die religiösen Gegensätze zwischen den Sadduzäern einerseits, die von den Hasmonäern angeführt wurden, und andererseits den Pharisäern und sonstigen religiös-fundamentalistischen Gruppierungen innerhalb des Judentums der Antike zu verdeutlichen.